# Danny Devine
Daniel Gerard Devine (né le 7 septembre 1992 à Belfast) est un footballeur nord-irlandais qui évolue au poste de défenseur à Inverness CT.

## Biographie
Il rejoint le Inverness CT jusqu'au terme de la saison. Danny Devine joue deux matchs en Ligue Europa lors de la saison 2015-2016 avec le club écossais d'Inverness.
Le 16 juin 2016, il rejoint l'équipe de Partick Thistle, pour une durée de deux ans.
En août 2020, il retourne et signe à nouveau à Inverness CT, il a signé un contrat sur une entente de deux saison. En juin 2023, il prolonge son contrat au sein du club d'un an avec une deuxième année additionnelle ajoutée. En octobre 2024, le club annonce qu'il est nommé, avec effet immédiat, capitaine du club,.

## Palmarès
- Vainqueur de la Coupe d'Écosse en 2015 avec Inverness
- Finaliste de la Coupe de la Ligue écossaise en 2014 avec Inverness
- Finaliste de la Coupe d'Écosse en 2023 avec Inverness Caledonian Thistle

### Distinctions personnelles
- Membre de l'équipe-type de Scottish League One en 2025.